# Алба Рико
Алба Рико Наваро (на испански: Alba Rico Navarro) е испанска актриса, певица и танцьорка. Известна е с ролята си на Нати в латиноамериканския сериал „Violetta“.

## Биография
Алба Рико е родена на 25 февруари 1989 г. в Елда, Аликанте, Испания. Има по-голям брат – Рамон. Започва да учи актьорско майсторство на 14 години. Дипломира се с бакалавър по драматично изкуство от ESAD de Murcia.
Тя е автор на няколко пиеси, монолози и пиеси, организирани в Испания.
През 2010 година участва в пиесата „La gasolinera“, за което ѝ е присъдено, че е най-добра актриса в Festival Alegría (Vitoria).
Като актриса, известна в родината си, е избрана да се присъедини към актьорския състав на латиноамериканския сериал „Violetta“ за „Disney Channel“, който е първата съпродукция между различни компании на Дисни в света: Латинска Америка, Европа, Близкия изток и Африка и продукциите на Pol-ка. Така през 2012 година получава ролята на Наталия или Нати.
През 2013 г., заедно с всички актьори от „Violetta“, започва турне, наречено „Violetta: En vivo“.
Сега Алба е част от интернационалното турне Violetta Live.

### Телевизия
| Година      | Заглавие | Роля |
| ----------- | -------- | ---- |
| 2012 – 2015 | Violetta | Naty |

### Филми
| Година | Заглавие               | Роля    |
| ------ | ---------------------- | ------- |
| 2014   | Виолета: Концертът     | Naty    |
| 2015   | Виолета: Път към върха | Себе си |

### Театър
| Година | Заглавие      | Роля |
| ------ | ------------- | ---- |
| 2010   | La Gasolinera |      |

## Песни

### Албуми
| Година | Албум                |
| ------ | -------------------- |
| 2012   | Violetta             |
| 2012   | Cantar es lo que soy |
| 2013   | Hoy somos mas        |
| 2014   | Gira mi cancion      |

## Турнета
- Violetta: en Vivo (2013 – 2014)
- Violetta Live (2015)